# Mesquita Molla Çelebi
La Mesquita Molla Çelebi (en turc: Molla Çelebi Camii), a vegades coneguda com a Mesquita Fındıklı ("Fındıklı Camii") és una mesquita otomana del segle xvi situada al barri Fındıklı del districte Beyoğlu d'Istanbul, a Turquia. La va encarregar Kazasker Mehmet Vusuli Efendi, jutge superior d'Istanbul, i la dissenyà l'arquitecte imperial Mimar Sinan. És al passeig marítim del Bòsfor, a prop del port de Kabataş i de la Mesquita de Dolmabahçe.

## Història

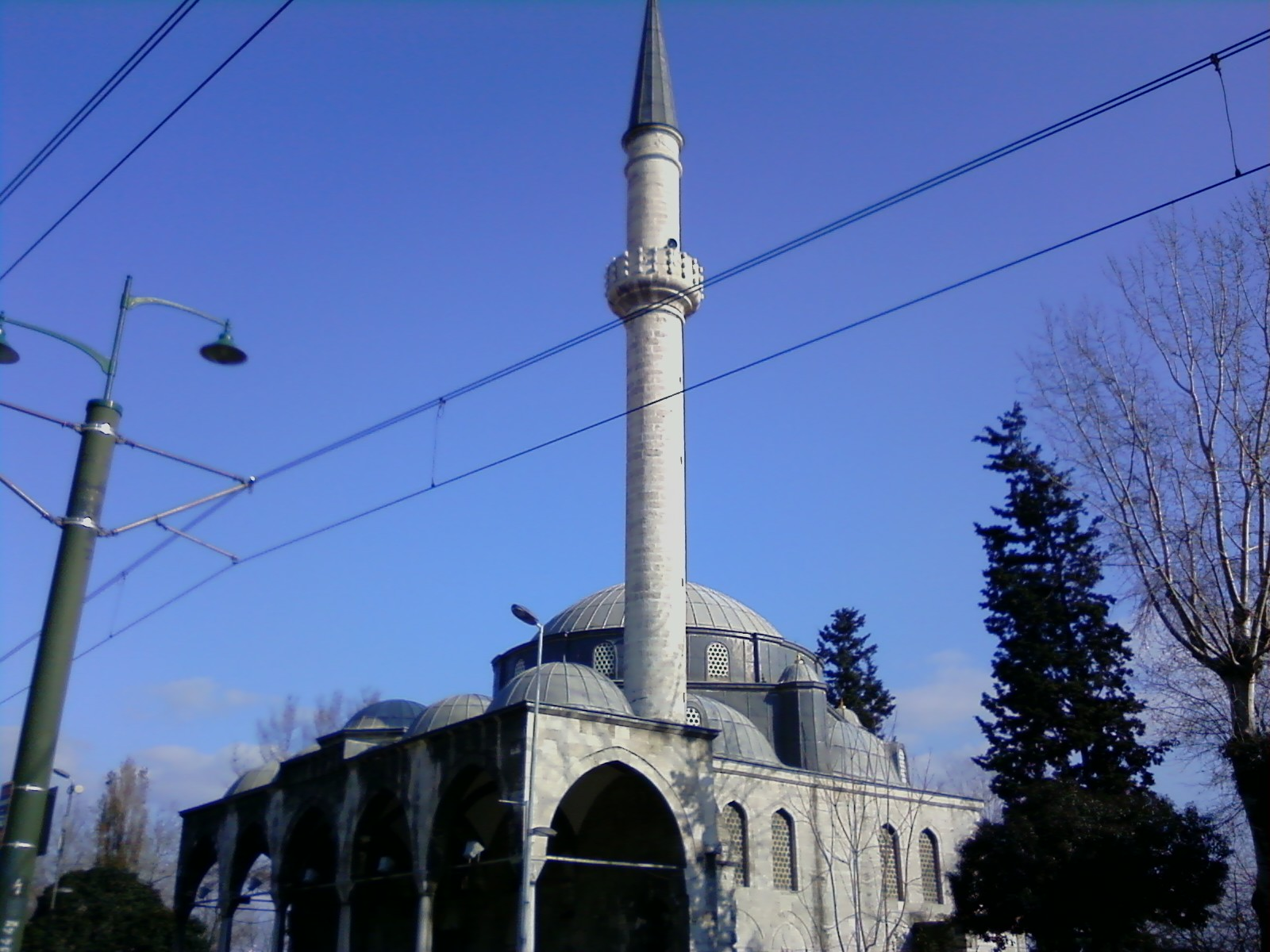
Vista exterior de la mesquita

La mesquita és, dins Istanbul, en el districte Findikli, de Beyoglu, a la costa inferior del Bòsfor europeu, a Findikk. També és coneguda com a Findikli Camii o "l'Avellana". La va dissenyar l'arquitecte turc Mimar Sinan, sota la direcció de Mehmed Vusuli Efendi, president del Tribunal Suprem de Turquia, reconegut com a "savi i poeta". Segons fonts governamentals, la mesquita fou construïda entre el 1561 i 1562. N'hi ha, però, dubtes sobre la seqüència de dates. Una altra referència de confiança en situa el període de construcció entre el 1570 i 1584.

## Arquitectura

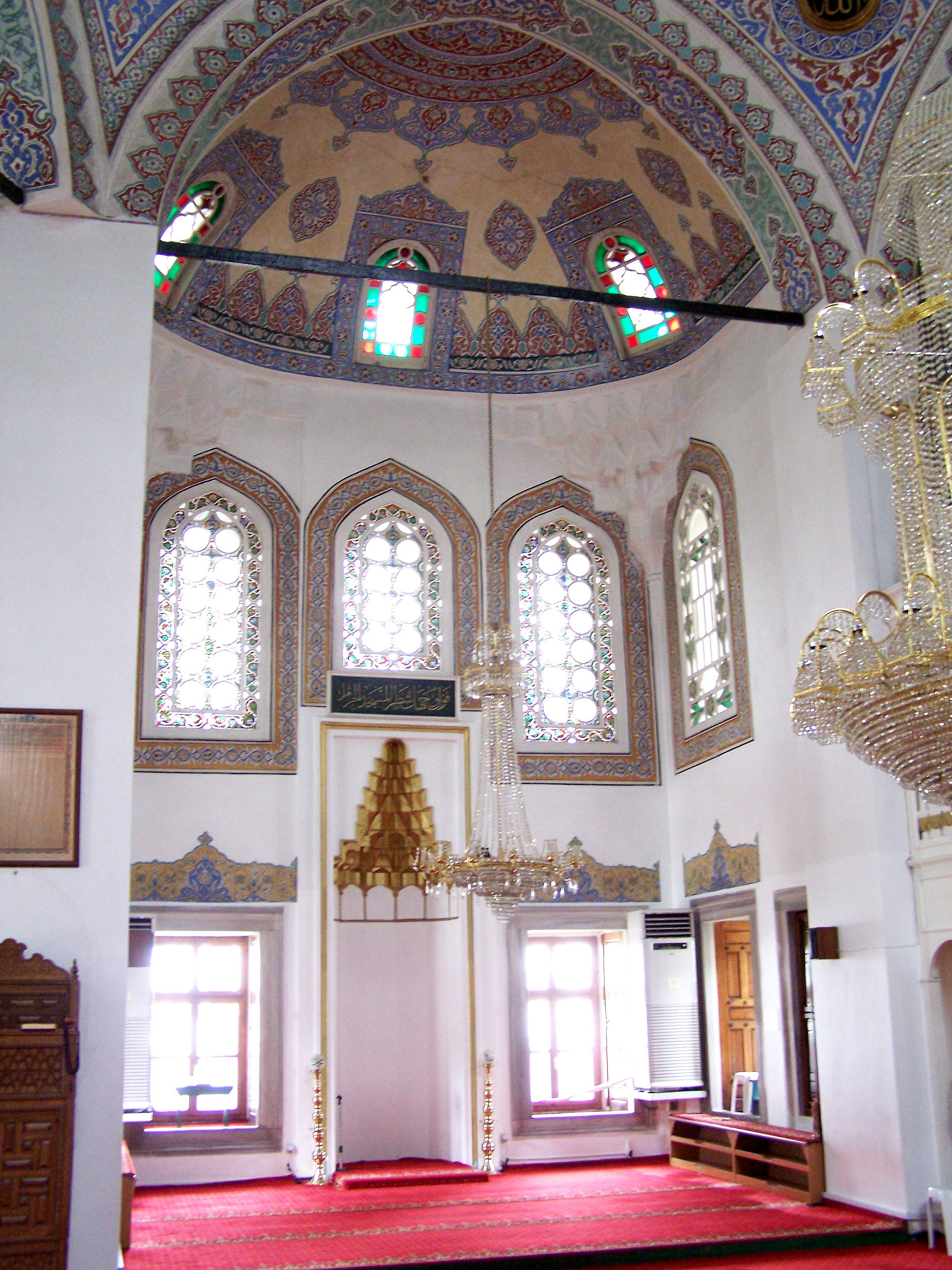
Vista interior de la mesquita

Va ser construïda com un petit complex, amb un pla hexagonal dissenyat per l'arquitecte Mimar Sinan. Es va construir en dues seccions, la sala de pregària central d'una grandària de 18,9 x 16,4 m i el presbiteri de 8,8 x 4,6 metres. Els pilars estan encastats als murs i entre aquests hi ha quatre petites cúpules semicirculars en direcció est-oest, i la cúpula central. La cúpula semicircular central té 11,8 metres de diàmetre i sis arcs construïts entre les sis columnes encastades; sobreïx l'absis rectangular en què està construït el mihrab. Hi ha deu finestres, col·locades sobre la part inferior de la cúpula.
L'estructura de la mesquita segueix la tradició clàssica otomana. El minbar o púlpit és un tret especial únic des d'on l'imam es dirigeix als devots, i està adornat amb kalem işi, pintures murals policromes. El mihrab (nínxol) també està adornat amb el mateix estil que el minbar. Hi ha un minaret a l'entrada porticada, que té quatre cúpules. La mesquita dona al carrer i té el minaret a la cantonada dreta. Hi ha un sherefe (balcó del minaret). Les extensions dels laterals estan cobertes amb semicúpules, i això proporciona millor continuïtat al sistema de coberta i a l'interior. El mihrab es troba per primera vegada en un absis que es projecta des de la part mitjana de la paret de l'alquibla. Aquest disseny de distribució interior compensa la manca de fondària en l'eix nord-sud.